# Michael J. Fox
Michael Andrew Fox, OC (sinh ngày 9 tháng 6 năm 1961), dược biết tới nhiều hơn với cái tên Michael J. Fox là một diễn viên, tác giả, nhà sản xuất phim và người biện hộ người Mỹ gốc Canada. Với một sự nghiệp điện ảnh và truyền hình kéo dài từ những năm 1970 đến nay, những vai diễn nổi tiếng của Fox bao gồm vai Marty McFly trong bộ ba Trở lại tương lai (1985-1990); Alex P. Keaton trong NBC 's Family Ties (1982-1989).

## Sự nghiệp điện ảnh

### Diễn viên
| Năm  | Phim                                     | Vai diễn                                     | Ghi chú                        |
| ---- | ---------------------------------------- | -------------------------------------------- | ------------------------------ |
| 1980 | Midnight Madness                         | Scott Larson                                 |                                |
| 1982 | Class of 1984                            | Arthur                                       |                                |
| 1985 | Back to the Future                       | Marty McFly                                  |                                |
| 1985 | Teen Wolf                                | Scott Howard                                 |                                |
| 1987 | Light of Day                             | Joe Rasnick                                  |                                |
| 1987 | The Secret of My Success                 | Brantley Foster / Carlton Whitfield          |                                |
| 1988 | Bright Lights, Big City                  | Jamie Conway                                 |                                |
| 1989 | Casualties of War                        | PFC. Eriksson                                |                                |
| 1989 | Back to the Future Part II               | Marty McFly / Marty McFly Jr / Marlene McFly |                                |
| 1990 | Back to the Future Part III              | Marty McFly / Seamus McFly                   |                                |
| 1991 | Doc Hollywood                            | Dr. Benjamin Stone                           |                                |
| 1991 | The Hard Way                             | Nick Lang / Ray Casanov                      |                                |
| 1993 | Homeward Bound: The Incredible Journey   | Chance                                       | Voice only                     |
| 1993 | Life with Mikey                          | Michael "Mikey" Chapman                      |                                |
| 1993 | For Love or Money (a.k.a. The Concierge) | Doug Ireland                                 |                                |
| 1994 | Where the Rivers Flow North              | Clayton Farnsworth                           |                                |
| 1994 | Greedy                                   | Daniel McTeague                              |                                |
| 1995 | The American President                   | Lewis Rothschild                             |                                |
| 1996 | Homeward Bound II: Lost in San Francisco | Chance                                       | Voice only                     |
| 1996 | The Frighteners                          | Frank Bannister                              |                                |
| 1996 | Mars Attacks!                            | Jason Stone                                  |                                |
| 1999 | Stuart Little                            | Stuart Little                                | Voice only                     |
| 2001 | Atlantis: The Lost Empire                | Milo James Thatch                            | Voice only                     |
| 2002 | Stuart Little 2                          | Stuart Little                                | Voice only                     |
| 2006 | Stuart Little 3: Call of the Wild        | Stuart Little                                | Voice only                     |
| 2009 | The Magic 7                              | Marcel Maggot                                | Voice only                     |
| 2013 | Drew: The Man Behind the Poster          | Himself                                      | Documentary                    |
| 2014 | Annie                                    | Himself                                      | Cameo appearance               |
| 2015 | Back in Time                             | Himself                                      | Back to the Future documentary |

| Năm          | Tên chương trình                                   | Vai diễn                        | Ghi chú                                                                       |
| ------------ | -------------------------------------------------- | ------------------------------- | ----------------------------------------------------------------------------- |
| 1977         | The Magic Lie                                      |                                 | Episode: "The Master"                                                         |
| 1979         | Letters from Frank                                 | Ricky                           | CBS television film                                                           |
| 1979         | Lou Grant                                          | Paul Stone                      | Episode: "Kids"                                                               |
| 1980–1981    | Palmerstown, U.S.A.                                | Willy - Joe Hall                | 11 episodes                                                                   |
| 1980         | Family                                             | Richard Topol                   | Episode: "Such a Fine Line"                                                   |
| 1980         | Trouble in High Timber Country                     | Thomas Elston                   | ABC television film                                                           |
| 1981         | Trapper John, M.D.                                 | Elliot Schweitzer               | Episode: "Brain Child"                                                        |
| 1981         | Leo and Me                                         | Jamie                           | Produced in 1976; was not televised on CBC, until 1981 Credited as "Mike Fox" |
| 1982–1989    | Family Ties                                        | Alex P. Keaton                  | Lead role (176 episodes)                                                      |
| 1983         | The Love Boat                                      |                                 | Episode: "I Like to Be in America..."                                         |
| 1983         | High School U.S.A.                                 | Jay - Jay Manners               | NBC television film / Pilot                                                   |
| 1984         | Night Court                                        | Eddie Simms                     | Episode: "Santa Goes Downtown"                                                |
| 1984         | The Homemade Comedy Special                        | Host                            | NBC television special                                                        |
| 1985         | Poison Ivy                                         | Dennis Baxter                   | NBC television film                                                           |
| 1986         | David Letterman's 2nd Annual Holiday Film Festival |                                 | NBC television special Segment: "The Iceman Hummeth"                          |
| 1988         | Mickey's 60th Birthday                             | Alex P. Keaton (flashback clip) | Television special                                                            |
| 1990         | Sex, Buys, & Advertising                           |                                 | Television special                                                            |
| 1991         | Saturday Night Live                                | Host                            | Episode: "Michael J. Fox / The Black Crowes"                                  |
| 1991         | Tales from the Crypt                               | Prosecutor                      | Episode: "The Trap"                                                           |
| 1994         | Don't Drink the Water                              | Axel Magee                      | ABC television film                                                           |
| 1996–2000    | Spin City                                          | Mike Flaherty                   | Lead role (103 episodes)                                                      |
| 1997         | The Chris Rock Show                                | Himself                         | Episode: "Jesse Jackson/Rakim" (uncredited)                                   |
| 2002         | Clone High                                         | Gandhi's Remaining Kidney       | Voice only Episode: "Escape to Beer Mountain: A Rope of Sand"                 |
| 2004         | Scrubs                                             | Dr. Kevin Casey                 | Episodes: "My Catalyst", "My Porcelain God"                                   |
| 2006         | Boston Legal                                       | Daniel Post                     | 6 episodes                                                                    |
| 2009         | Rescue Me                                          | Dwight                          | 5 episodes                                                                    |
| 2010–Present | The Good Wife                                      | Louis Canning                   | 19 episodes                                                                   |
| 2011         | Ace of Cakes                                       | Himself                         |                                                                               |
| 2011         | Curb Your Enthusiasm                               | Himself                         | Episode: "Larry vs. Michael J. Fox"                                           |
| 2011         | Phineas and Ferb                                   | Michael                         | Voice only Episode: "The Curse of Candace"                                    |
| 2013–2014    | The Michael J. Fox Show                            | Mike Henry                      | Lead role                                                                     |

### Trò chơi điện tử
| Năm  | Tên                          | Vai diễn                        | Info                  |
| ---- | ---------------------------- | ------------------------------- | --------------------- |
| 2011 | Back to the Future: The Game | Willie McFly Future Marty McFly | Episode 5: "Outatime" |
| 2015 | Lego Dimensions              | Marty McFly                     |                       |

### Nhà sản xuất
| Năm       | Tên                     | Ghi chú            |
| --------- | ----------------------- | ------------------ |
| 1995      | Coldblooded             | Producer           |
| 1996–2000 | Spin City               | Executive producer |
| 1999      | Anna Says               | Executive producer |
| 2002      | Otherwise Engaged       | Executive producer |
| 2003      | Hench at Home           | Executive producer |
| 2013–2014 | The Michael J. Fox Show | Executive producer |